# Heneuïta
La heneuïta és un mineral de la classe dels fosfats. Rep el nom en honor del professor Henrich Neumann (1914–1983), del museu mineralògic-geològic de la Universitat d'Oslo, a Noruega.

## Característiques
La heneuïta és un fosfat de fórmula química CaMg₅(CO₃)(PO₄)₃(OH). Cristal·litza en el sistema triclínic. La seva duresa a l'escala de Mohs és 5,5.
Segons la classificació de Nickel-Strunz, la heneuïta pertany a «08.BO: Fosfats, etc. amb anions addicionals, sense H₂O, només amb cations de mida gran, (OH, etc.):RO₄ sobre 1:1» juntament amb els següents minerals: nacafita, preisingerita, petitjeanita, schumacherita, atelestita, hechtsbergita, smrkovecita, kombatita, sahlinita, nefedovita, kuznetsovita, artsmithita i schlegelita.
L'exemplar que va servir per a determinar l'espècie, el que es coneix com a material tipus, es troba conservat al Museu d'Història Natural de la Universitat d'Oslo.

## Formació i jaciments
Va ser descoberta a la pedrera Tingelstadtjern, situada a la localitat de Modum (Buskerud, Noruega). Es tracta de l'únic indret de tot el planeta on ha estat descrita aquesta espècie mineral.